# Eden Sher
Eden Rebecca Sher, född 26 december 1991, är en amerikansk skådespelare. Hon är kanske mest känd för sina roller som Sue Heck i ABC:s komediserie The Middle och Carrie Fenton i tv-serien Sons and Daughters.